# Stazione di Reggio all'Angelo
La stazione di Reggio all'Angelo è una fermata ferroviaria di Reggio nell'Emilia, sita sulla linea per Ciano a servizio dei quartieri Carrozzone, L'Angelo e Bainsizza (Regina Pacis).

## Movimento

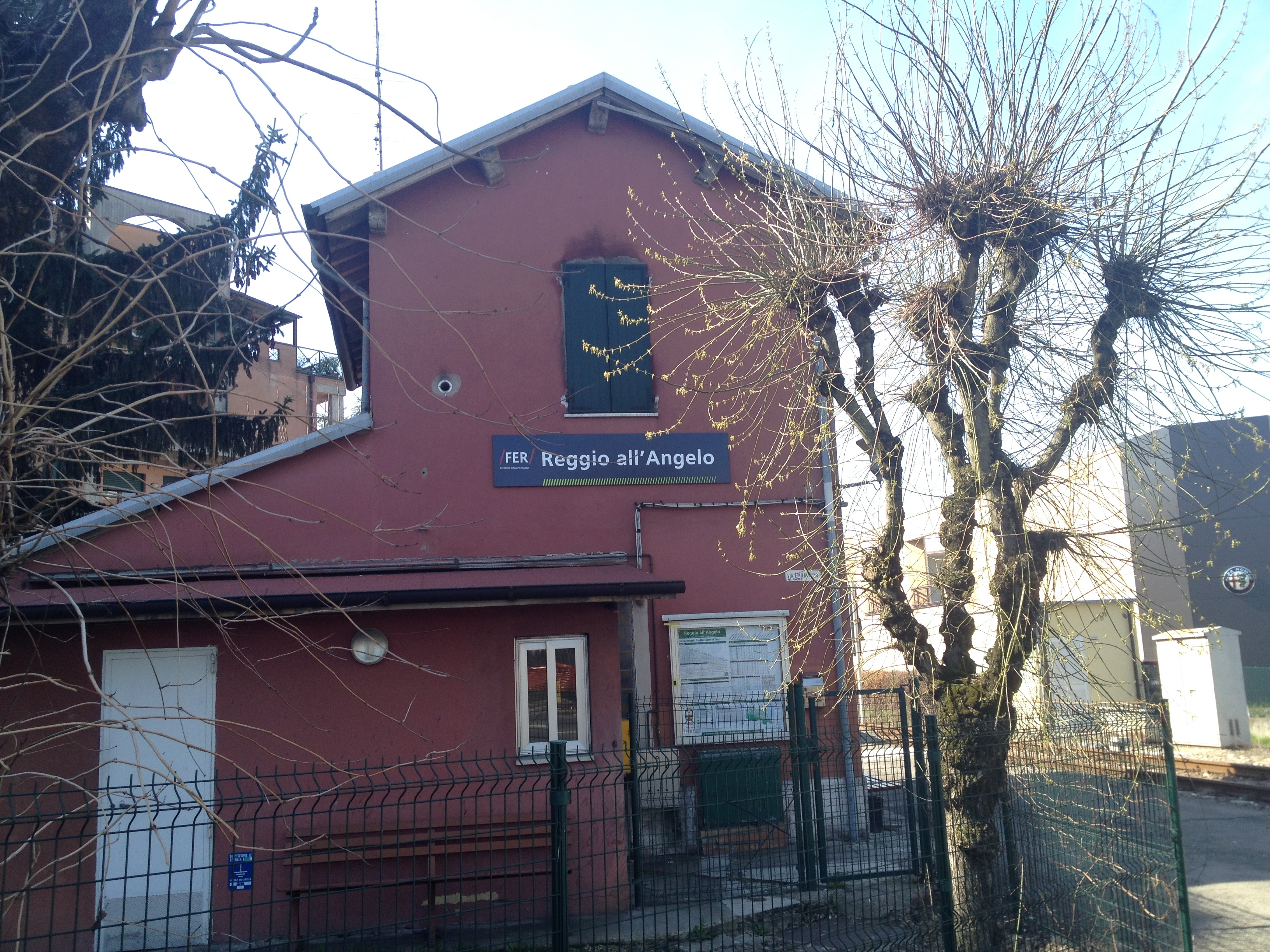
Stazione di Reggio all'Angelo vista dalla via Emilia

La fermata è servita dai treni regionali della relazione Reggio Emilia-Ciano, svolti da Trenitalia Tper nell'ambito del contratto di servizio stipulato con la regione Emilia-Romagna. Dal 2022, in seguito alla elettrificazione della ferrovia Reggio Emilia-Ciano d'Enza, è servita dai treni elettrici Stadler FLIRT e Pop di Trenitalia Tper.
A novembre 2019, la stazione risultava frequentata da un traffico giornaliero medio di circa 64 persone (33 saliti + 31 discesi).